# Municipio de Liberty (condado de Susquehanna)
El municipio de Liberty (en inglés: Liberty Township) es un municipio ubicado en el condado de Susquehanna en el estado estadounidense de Pensilvania. En el año 2000 tenía una población de 1.266 habitantes y una densidad poblacional de 16 personas por km².

## Geografía
El municipio de Liberty se encuentra ubicado en las coordenadas 41°58′00″N 75°49′59″O / 41.96667, -75.83306.

## Demografía
Según la Oficina del Censo en 2000 los ingresos medios por hogar en la localidad eran de $33,750 y los ingresos medios por familia eran $38,333. Los hombres tenían unos ingresos medios de $26,771 frente a los $21,898 para las mujeres. La renta per cápita para la localidad era de $14,664. Alrededor del 13,6% de la población estaban por debajo del umbral de pobreza.